# Il miracolo di Purun Bhagat
Il miracolo di Purun Bhagat (The Miracle of Purun Bhagat) è un racconto dello scrittore inglese Rudyard Kipling appartenente alla raccolta de Il secondo libro della giungla.
Venne pubblicato per la prima volta il 14 ottobre 1894 sul New York World con il titolo A Miracle of the Present Day; il 18 ottobre fu pubblicato sulla Pall Mall Gazette e sul Pall Mall Budget con il titolo attuale, e infine ristampato nella raccolta Il secondo libro della giungla l'anno successivo (1895).
In seguito è stato pubblicato anche singolarmente.

## Trama
Purun Dass, potente bramino nell'India del XIX secolo, decide di lasciare tutto quello che possiede e di diventare un eremita di nome Purun Bhagat. Dopo un lungo peregrinare, si stabilisce su un colle vicino a un villaggio, vivendo della carità degli abitanti vicini e diventando amico degli animali della foresta. Una notte, dopo diversi giorni di pioggia, viene svegliato dagli animali e si accorge che l'intera montagna sta per franare sul villaggio. Compie quindi un grande sforzo per scendere e avvisare la gente del pericolo, morendo dopo l'impresa. Gli abitanti, salvati dall'intervento del santone, decidono quindi di costruire un santuario sul luogo dove è morto il loro salvatore.

## Adattamenti
Il racconto è stato d'ispirazione per il poema sinfonico La Méditation de Purun Bhagat (op. 159) di Charles Koechlin, facente parte del ciclo Le Livre de la jungle. Venne composto tra il 12 agosto e il settembre 1936, mentre l'autore era in vacanza sulle montagne di Chamonix, ed orchestrato tra il 6 e il 9 settembre dello stesso anno; è stato eseguito per la prima volta il 13 dicembre 1946 in occasione della prima esecuzione pubblica dell'intero ciclo, e pubblicato nel 1986 da Eschig. L'atmosfera del poema è stata definita "serena, contemplativa, di mistero".